# John W. Menzies
John William Menzies, född 12 april 1819 i Bourbon County, Kentucky, död 3 oktober 1897 i Falmouth, Kentucky, var en amerikansk jurist och politiker. Han representerade delstaten Kentuckys tionde distrikt i USA:s representanthus 1861–1863.
Menzies utexaminerades 1840 från University of Virginia. Han studerade juridik och inledde 1841 sin karriär som advokat i Covington, Kentucky.
Han blev invald i representanthuset som unionist i kongressvalet 1860. Han återvände till arbetet som advokat efter en mandatperiod som kongressledamot. Han var delegat till demokraternas konvent inför presidentvalet i USA 1864. Han arbetade som domare 1873–1893.